# 晴瀬ひろき
晴瀬 ひろき（はるせ ひろき、1981年11月30日 - ）は、日本の漫画家、イラストレーター。兵庫県出身。埼玉県在住。

## 作品リスト

### 連載
- ゆーあい☆エトランゼ（『COMIC SEED!』ぺんぎん書房版 2005年8月号 - 11月号[3] → 双葉社版 2006年6月号 - 2007年4月号[4]、単行本は双葉社より全2巻）
- リリアとトレイズ（原作：時雨沢恵一、『シルフ』2006年vol.1 - 2008年Vol.4、アスキー・メディアワークス、全2巻）
- アリソン（原作：時雨沢恵一、月刊電撃コミックガオ!』2007年9月号 - 2008年3月号→『月刊コミック電撃大王』2008年6月号 - 2009年2月号、アスキー・メディアワークス、全2巻）
- ラブ×ロブ×ストックホルム（『月刊ガンガンJOKER』2009年5月号（創刊号） - 2010年6月号、スクウェア・エニックス、全2巻）
- 増殖少女プラナちゃん!（『チャンピオンRED』2010年5月号[5][6] - 2011年12月号、秋田書店、全2巻）
- アイドルプリテンダー（『チャンピオンREDいちご』2011年4月号（Vol.25） - 2013年8月号（Vol.39）、秋田書店、全3巻）
- 嘘つき天使は死にました!（原作：葉巡明治、キャラクター原案：しらび、『スーパーダッシュ&ゴー!』連載、集英社）
- もうすぐ死ぬひと（原作：竹井10日、『COMICメテオ』2013年7月10日[7] - 2015年5月13日[8]、全4巻）
- 化野さんはすでに死んでる。（『まんがライフ』2015年10月号、2015年12月号[9] - 2017年9月号、竹書房、全2巻） - 読み切りから連載化[9]
- 魔法少女のカレイなる余生（『まんがタイムきららMAX』2016年1月号[10] - 2019年1月号[11]、芳文社、全3巻）
- 私以外人類全員百合（『ComicWalker』[12]、『少年エースplus』2019年7月26日[13] - 連載、KADOKAWA、全2巻）
- IDOLY PRIDE Stage of Asterism（原作：Project IDOLY PRIDE、『コミックNewtype』[14]2020年6月10日 - 2021年11月30日、KADOKAWA、全3巻）
- 電音部（原作：バンダイナムコエンターテインメント、キャラクター原案：Mika Pikazo、脚本：久慈マサムネ、『一迅プラス』2021年10月31日[15] - 連載中、一迅社、既刊1巻）
- 無限成長のカード使い〜無限にスキルをゲットしてダンジョン攻略で成り上がる〜（原作：台東クロウ、『マンガBANG!』2024年6月24日[16] - 、既刊2巻）
- 魔法少女絶対殺すガール（『comipo』2024年10月31日[17] - ） - ネーム／キャラデザ／表紙イラスト担当[18]

### 読み切り
- クラスチェンジ!（『COMIC SEED!』2005年3月号、ぺんぎん書房）
- ユウナギレクイエム〜ボクと彼女の復讐記〜（『月刊少年シリウス』2005年7月号、講談社）
- デスティニーズ・デスティネイション～雪の憂国～（『電撃コミックガオ!』2006年5月号、メディアワークス）
- しあわせのりん（『月刊少年シリウス』2006年9月号、講談社）
- 紅い雫が涸れるまで（『電撃「マ）王』2006年11月号、メディアワークス）
- 子えんざいむR13（『チャンピオンREDいちご』Vol.2、秋田書店）→ 増殖少女プラナちゃん! 2巻に収録
- 蠢動! ベルゼブブちゃん（『コミックハイ!』2007年9月号、双葉社）

### 描き下ろし単行本
- 『マンガでわかるフーリエ解析』（共著、オーム社）
- 『脱オタクファッションガイド』（共著、オーム社）

### 挿絵
- 竜と箒とひかりの彼方（著：富永浩史、ファミ通文庫（エンターブレイン））
- タマネコ 〜弾幕はネコ耳と共に〜 STAGE1 <PUSH START BUTTON>（著：フラワー、「ガンガンONLINE」（スクウェア・エニックス））- 2009年9月17日更新分掲載
- 悪魔召喚!（著：秋木真、「青い鳥文庫」（講談社）、既刊3巻）

### アンソロジー
- 『まおゆう魔王勇者』アンソロジー漫画（『月刊チャンピオンRED』2012年5月号付録小冊子[19]）
- 『這いよれ!ニャル子さん コミックアンソロジー』（2012年11月12日発売[20]、ほるぷ出版） - イラスト[20]
- 『まんがタイムきららChannel』（2016年8月発売[21]、芳文社） - 漫画[21]
- 『けものフレンズ アンソロジーコミック ジャパリカフェ編』（2017年4月28日発売[22]、KADOKAWA） - 漫画[22]
- 『けものフレンズ アンソロジーコミック ジャパリカフェ編2』（2017年9月30日発売[23]、KADOKAWA） - 漫画[24]
- 『十三機兵防衛圏 公式コミックアンソロジー』（2020年9月10日発売[25]、KADOKAWA） - 漫画[25]
- お姉ちゃんスーパーバイザー（原作：バンダイナムコエンターテインメント、『学園アイドルマスター コミックアンソロジー Side Sense』2024年[26]） - 『学園アイドルマスター』のアンソロジー寄稿作品。

### その他

#### アニメ
- 彼女がフラグをおられたら（第8話エンドカード）
- デンキ街の本屋さん（第4話エンドカード）
- ご注文はうさぎですか??（TOKYO MX再放送版第7話エンドカード）

#### 寄稿
- YOZAKURA QUARTET―THE ORCHESTRA―（『月刊少年シリウス』2010年7月号別冊付録[27]） - 『夜桜四重奏』のイラストブック参加[27]
- ドラマCD「デンキ街の本屋さんドラマCD 〜うまのほねの人々〜」収録応援イラスト（2013年8月5日発売[28]）
- ソーシャルゲーム「神話帝国ソウルサークル」（カードイラスト[29]）
- 10人の漫画家がリコランを描く! 10巻記念フェア（2016年2月[30]） - 『リコーダーとランドセル』のトリビュート4コマ[30]
- ぼのぼのを描いてみた（『まんがライフセレクションぼのぼの増刊号』、2016年3月28日発売[31]、竹書房） - トリビュート4コマ[31]
- 政宗くんのリベンジ 第8巻特装版トリビュートイラスト集（2017年1月27日発売[32]、一迅社） - イラスト
- アカギトリビュートイラスト FESTIVAL（『アカギ』公式サイト、2018年6月13日[33]）